# Ситеки
Стеги (свати Siteki) — город на северо-востоке Эсватини, находится в составе региона Лубомбо. Ситеки известен прежде всего школой, где проповедуют оккультизм. Также в Ситеки есть государственная школа, посвящённая подготовке целителей и прорицателей. Там учат ботанике и спиритизму.

## География и климат
Город со всех сторон окружён горами Лебомбо. Он расположен примерно в 650 метрах над уровнем моря, и в 25 км от границы с Мозамбиком. В городе даже зимой стоит жаркая погода. Малярия в городе имеет форму эндемического заболевания.

## Этимология
Ситеки на языке свати означает «место брака». Это название место получило после того, как король Дламини IV позволил людям из своего войска жениться.

## Население
Население — 6 681 человек (2013), в основном представители народа свази.

## Спорт
В городе есть футбольный клуб «Элевен мэн ин флайт», дважды чемпион страны.